# Rosey Effiong
Rosey Effiong, née le 8 mai 2001 à DeSoto, est une athlète afro-américaine spécialiste du sprint.
Elle remporte l'or sur le relais 4 x 400 m mixte aux Mondiaux 2023 ainsi que l'or sur le 4 x 400 m aux mondiaux de 2025 en salle.

## Carrière
Ses parents, Daniel Effiong et Tina Chikezie, sont originaires du Nigeria. Elle fait ses études à l'Université de l'Arkansas.
Lors des Mondiaux 2023, Rosey Effiong fait partie du relais 4 x 400 m mixte américain qui remporte la médaille d'or en améliorant le record du monde de la discipline en 3 min 08 s 80.

## Palmarès
| Date | Compétition                    | Lieu     | Résultat | Épreuve         | Temps         |
| ---- | ------------------------------ | -------- | -------- | --------------- | ------------- |
| 2023 | Championnats du monde          | Budapest | 1re      | 4 x 400 m mixte |               |
| 2025 | Championnats du monde en salle | Nankin   | 1re      | 4 x 400 m       | 3 min 27 s 45 |